# Philippe Erulin
Philippe Erulin (5 de juliol de 1932 – 26 de setembre de 1979) va ser un oficial d'alt rang en l'exèrcit francès. Fou coronel al comandament del 2n Regiment Estranger de Paracaigudistes, dirigent de la intervenció militar al Zaire contra els rebels de Katanga responsables de massacres: l'èxit obtingut en la batalla de Kolwezi va permetre l'alliberament d'ostatges. Se li va acusar d'haver comès tortures durant la Guerra d'Algèria, cosa que va provocar una gran controvèrsia.

## Biografia

### Família
El seu avi, el tinent coronel Louis-Joseph Erulin, i el seu pare, el tinent coronel André Erulin també van ser oficials de l'exèrcit. Tots dos van assistir a l'Escola Especial Militar de Saint-Cyr i van servir durant la Primera Guerra Mundial.
El seu pare va rebre la Creu de Guerra 1939-1945 (francès: Croix de Guerre 1939-1945), la Croix de guerre des théâtres d'opérations extérieures "TOE" (Creu de Guerra dels teatres d'operacions estrangeres), la Medalla de la Resistència (francès: Médaille de la Résistance) amb roseta, i la corbata de comandant de la Legió d'Honor. Posteriorment va morir a Indoxina el 1951, al capdavant de la unitat mòbil 4, sota el comandament del general Jean de Lattre de Tassigny, qui en l'elogi fúnebre d'André Erulin va dir: «La seva mort ens dona també gran exemple. Perquè no només va ser dels homes als quals se'ls ofereix una espontània confiança, també va ser dels pocs homes totalment reals, que inspiren confiança en l'home, en la seva grandesa, en la seva virtut».

### Carrera militar
Promogut de l'Escola Especial Militar de Saint-Cyr, a l'octubre de 1954 Erulin va ser ascendit a sotstinent i va assistir a la "École d'application de l'Infanterie" (Escola d'Aplicació de la infanteria), a Saint-Maixent-l'École, fins a gener de 1955, Va ser assignat al 1.er Regiment de Caçadors Paracaigudistes (1954-1959) al grau de tinent. Va ser assignat al 1.er Regiment de Caçadors Paracaigudistes (1954 - 1959) amb el grau de tinent. Va participar amb aquest regiment a la guerra d'Algèria i en l'Operació Mosqueter. A Algèria, va dirigir una secció que va combatre principalment en Aurès i Cabília. Va ser citat quatre vegades, i va ser ferit dues vegades, una de gravetat. Va ser nomenat cavaller de la Legió d'Honor als 26 anys.
Va participar en la batalla d'Algèria en què el seu regiment es va veure involucrat el 1957. El 10 de juny d'aquest mateix any, ell i André Charbonnier van ser els dos agents que van detenir al seu domicili a Maurice Audin, militant comunista algerià, del qual partit es dedicava a la lluita armada amb el FLN. Henri Alleg, també militant comunista, arrestat poc després d'Audinen la mateixa operació, va acusar Charbonnier i Erulin de tortura, sota el comandament del capità Roger Faulque. El 1958, Alleg va publicar La Question, un testiminio que denuncia la tortura que va sofrir durant la Guerra d'Algèria. Sobre l'abús a què va ser sotmès a El Biar, Alleg va parlar de «eines de tortura» i d'un «tinent torturador» amb el nom de Philippe Erulin.
A l'abril de 1961, Erulin va ser ascendit a capità. Al juny de 1962, fou posat al capdavant de la 6ta companyia del 153 regiment d'infanteria motoritzat. Al juliol de 1968, va ser promogut al grau de major ia l'octubre de 1973 va ser promogut al grau de tinent coronel.
Al juliol de 1976, Erulin va ser ascendit a coronel complet, i va rebre el comandament del «2n Regiment Estranger de Paracaigudistes». Tenint aquest càrrec, ell va dirigir al regiment durant la batalla de Kolwezi. Durant aquest període, Erulin tenia a Ante Gotovina com el seu xofer personal.
La batalla va aixecar el perfil mediàtic d'Erulin i va tornar la tortura d'Alleg al primer pla del debat públic, amb un article al diari Le Monde el 18 de març de 1978 i una emissió de televisió sobre «Les Dossiers de l'Ecran», on René Andrieu va esmentar l'experiència d'Alleg.

### Mort
Erulin va morir sobtadament el 26 de setembre de 1979, després d'haver patit un infart agut de miocardi mentre feia fúting.